# Tomoxena alearia
Tomoxena alearia är en spindelart som först beskrevs av Tord Tamerlan Teodor Thorell 1890.  Tomoxena alearia ingår i släktet Tomoxena och familjen klotspindlar. Inga underarter finns listade i Catalogue of Life.